# Daniel Ndunguidi Gonçalves
Daniel Ndunguidi Gonçalves   (Buco Zau, 13 d'octubre de 1956) és un exfutbolista angolès de la dècada de 1980.
Fou internacional amb la selecció de futbol d'Angola. Pel que fa a clubs, destacà a Sport Luanda e Benfica, FC Luanda i C.D. Primeiro de Agosto.
Un cop es retirà fou entrenador.